# Loarre
Loarre – gmina w Hiszpanii, w prowincji Huesca, w Aragonii, o powierzchni 74,42 km². W 2011 roku gmina liczyła 361 mieszkańców.